# Venusia cambricaria
Venusia cambricaria är en fjärilsart som beskrevs av Achille Guenée 1858. Venusia cambricaria ingår i släktet Venusia och familjen mätare. Inga underarter finns listade i Catalogue of Life.